# Lívia Tóth
Lívia Tóth (ur. 7 stycznia 1980) – węgierska lekkoatletka, specjalizująca się w biegu na 3000 metrów z przeszkodami.

## Osiągnięcia
- srebro młodzieżowych mistrzostw Europy (Amsterdam 2001)
- złoty medal Uniwersjady (Izmir 2005)
- wielokrotna mistrzyni i rekordzistka Węgier na różnych dystansach

## Rekordy życiowe
- bieg na 3000 m z przeszkodami - 6:11,63 (2006) rekord Węgier
- bieg na 3000 m z przeszkodami - 9:30,20 (2005) rekord Węgier